# Flavio Soriga
Flavio Soriga (Uta, 11 d'agost de 1975) és un escriptor italià, de l'illa de Sardenya.

## Biografia
L'any 2000 guanya el Premi Italo Calvino per autors inèdits amb el recull de contes Diavoli di Nuraiò (Il Maestrale), el 2002 l'editorial Garzanti publica la seva novel·la Neropioggia (Premi Grazia Deledda Joves 2003). El 2003, Soriga rapresenta Italia al projecte Escriptures Joves del Festival de Literatura de Mantova. Soriga és el més jove de l'anomenada nouvelle vague o nova literatura sarda de les últimes dècades, a cavall entre el segle XX i el XXI, iniciada els darrers anys de la dècada dels 80 del segle passat amb les òperes del trident d'escriptors format per Sergio Atzeni, Salvatore Mannuzzu i Giulio Angioni.
El 2007, la Universitat de Viena concedeix a Soriga la beca per a joves escriptors de la Fundació Abraham Woursell. El 2008 la novel·la Sardinia Blues (Bompiani) guanya el Premi Mondello de la ciutat de Palerm.
L'any 2009 guanya el Premi literari Piero Chiara amb el recull de contes “L'amore a Londra e in altri luoghi”. (Bompiani).
El 2010 publica la novel·la “Il cuore dei briganti” (Bompiani), finalista al Premi Rieti. El 2011 publica, a l'editorial Laterza, "Nuraghe Beach, la Sardegna che non visiterete mai". El 2013, amb l'editorial Bompiani, publica la novel·la "Metropolis, Martino Crissanti indaga".
Ha estat traduït a l'alemany, al francès, al croata, al gallec i al català.

## Festivals de Gavoi, de Seneghe, de l'Argentiera i de Florinas
L'any 2002, a Càller, neix la idea de crear el primer festival literari de Sardenya. Soriga en parla amb un grup d'escriptors, crítics i animadors culturals de la ciutat (Giorgio Todde, Luciano Marrocu, Giulio Angioni, Cristina Lavinio, Manuela Fiori i Claudia Urgu, Francesco Abate) que solien reunir-se a l'ex restaurant A is 4 Fradis dels germans Angioni. Soriga ja havia parlat de la idea al llibreter de Gavoi, Aurelio Pullara, que es va mostrar entusiamat i disposat a participar-hi amb els seus amics, que avui dia encara són els organitzadors del Festival di Gavoi - L'illa de les històries. Els altres escriptors accepten i s'uneixen al grup Bruno Tognolini i Marcello Fois. L'associació s'anomena L'illa de les històries i el president serà Giorgio Todde. Posteriorment, alguns dels socis fundadors escolliran altres vies com a organitzadors de festivals i activitats culturals. Manuela Fiori, Claudia Urgu i Bruno Tognolini faran néixer el festival de literatura infantil i juvenil "Tuttestorie" i Flavio Soriga fundarà el Festival "Setembre dels poetes" de Seneghe i el festival literari de Sardenya "Sulla terra leggeri", que cada any es porta a terme entre Sassari, l'Alguer i l'Argentiera. També organitza, per a l'ajuntament de Florinas, el festival "L'Isola in giallo".

## Premsa
Escriu per als diaris L'Unione Sarda i La Nuova Sardegna.

## Televisió
L'any 2011 fou un dels autors del programa de Rai 3 Hotel Patria, presentat per Mario Calabresi. Durant l'estiu del 2011 va fer una gira de lectures amb música, NuraGhe Beach, extretes del seu llibre La Sardegna che non visiterete mai. Els anys 2006/2007 fou docent de tècniques d'escriptura creativa a la facultat de Filosofia i Lletres de la Universitat de Sàsser.
El 2011 va portar a terme un laboratori/seminari de narrativa (La bottega dello scrittore), a la facultat de Ciències de la Comunicació de la Universitat "La Sapienza" de Roma. El 2012 col·laborà amb el programa de Rai 3, Robinson, que presenta Luisella Costamagna. El 2013 el convidaren al programa televisiu sobre futbol anomenat Quelli che... (Rai Due), com a seguidor de l'equip de futbol del Càller. Actualment viu a Roma.